# گوست رایدر (کمیک)
گوست رایدر یا روح سوار (به انگلیسی: Ghost Rider) نام تعدادی شخصیت خیالی ضدقهرمان و ابرقهرمان است که در کتب کمیک مارول کامیکس وجود دارد؛ و برای اولین بار، در شمارهٔ ۵ کمیک متن عجیب (Marveخیالی tlight #5) در اوت ۱۹۷۲ معرفی شد. او یک روح شیطانی است که با پدر خود مفیستو و برادران خود سیاه قلب و جک او لنترن و پدربزرگش دورمامو و عموی خود بی رحم و بقیهٔ خانواده در ارتباط است. او بعدها به عنوان یک ضد قهرمان همراه ددپول تبدیل شد. او با جک او لنترن و ددپول هم دست است و به عنوان دشمن مرد عنکبوتی انتخاب شده بود، که چند سال بعد روح سوار و مرد عنکبوتی با هم متحد شدند.اولین میزبان او جانی بلیز است که در دنیای کمیک شماره۱–۸۱ سری گوست رایدر شهرت دارد. جانی یک روزی می‌فهمد که پدر نامزدش سرطان دارد و به همین دلیل روح خود را در ازای نجات جان پدر نامزد خود به شیطان یا مفیستو می‌فروشد. اما چند روز بعد پدر نامزد جانی به خاطر تصادف می‌میرد. اما مفیستو به قولش عمل کرد و جانی هم باید به قولش عمل می‌کرد. مفیستو روح جانی را با زاراثوس پیوند زد و جانی به روح سوار تبدیل شد؛ و از طرف مفیستو مأموریت دارد که افراد گناهکار را به جهنم بفرستد.
همچنین ۲ فیلم اختصاصی برای او ساخته شده‌است و
در سریال مأموران شیلد هم وجود دارد.

## حضور

### بازی ویدئویی
اولین بازی روح سوار قرار بود در دهه ۹۰ میلادی برای کنسول پلی استیشن ساخته شود ولی در نهایت کنسل شد.
بعد، در سال ۲۰۰۷ میلادی بر اساس فیلم روح سوار، یک بازی ویدئویی به نام گوست رایدر (بازی ویدئویی) ساخته شد که برای کنسول‌های پلی استیشن همراه، پلی استیشن ۲ و گیم بوی ادونس به بازار آمد. نسخه های پلی استیشن ۲ و پلی استیشن همراه نقد های متوسطی دریافت کردند. نسخه گیم بوی آدونس به محبوبیت بیشتری رسید.

### انیمیشن
اولین حضور روح سوار مربوط به انیمیشن چهار شگفت انگیز ۱۹۹۵ میشود که به صورت افتخاری ظاهر شد.
دومین حضور روح سوار به انیمیشن هالک شگفت انگیز ۱۹۹۶ است که باز هم به صورت افتخاری ظاهر شد.
در انیمیشن هالک و ماموران اسمش، هم حضور افتخاری داشت. آخرین حضور او در انیمیشن گردآوری انتقام جویان در قالب یک قسمت ظاهر شد.

### فیلم و سریال
| نام                    | کارگردان                    | بازیگر      | تاریخ |
| ---------------------- | --------------------------- | ----------- | ----- |
| روح سوار               | مارک استیون جانسون          | نیکلاس کیج  | ۲۰۰۷  |
| روح‌سوار: روح انتقام    | مارک نولدین و برایان تایلور | نیکلاس کیج  | ۲۰۱۱  |
| ماموران شیلد فصل چهارم | جاس ویدون و جد ویدون        | گابریل لونا | ۲۰۱۶  |

در سال ۲۰۰۷ میلادی اولین فیلم روح سوار به نام گوست رایدر با بازی نیکلاس کیج و با کارگردانی مارک استیون جانسون ساخته شد. معتقدین از خام بودن فیلمنامه و دیالوگ ها انتقاد کردند ولی سکانس های اکشن و جلوه های ویژه را متوسط اعلام کردند. نیکلاس کیج برای این فیلم برنده جایزه تمشک طلایی بدترین بازیگر سال شد.
در سال ۲۰۱۱ میلادی دومین فیلم روح سوار به نام روح‌سوار: روح انتقام با بازی نیکلاس کیج و به کارگردانی مارک نولدین و برایان تایلور ساخته شد. معتقدین از فیلمنامه سطحی و شخصیت پردازی های غلط انتقاد کردند ولی جلوه های ویژه این فیلم به خصوص جلوه های آتش روح سوار را ستودند. 
در سال ۲۰۱۶ میلادی روح سوار در فصل چهارم سریال ماموران شیلد با شرکت گابریل لونا حضور یافت. معتقدین از شخصیت پردازی ، نقش آفرینی و جلوه های ویژه این شخصیت در این سریال را ستایش کردند.

## میزبانان
- روح‌سوار (جانی بلیز) اولین میزبان روح سوار جانی بلیز است! او میزبان اصلی روح سوار است و همین‌طور وقتی که در جسم جانی بلیز هست با خانوادهٔ خود یعنی دایمون هل‌استورم و ساتانا همکاری می‌کند. نام کامل: جاناتان جانی بلیز
- دنی کچ؛ دنی کچ میزبان دوم روح‌سوار است. با او در فیلمها، کارتونها و همین‌طور بازیهای زیادی بوده‌است. نام کامل: دنیل دنی کچ
- مایکل بدیلینو؛ وقتی روح سوار درجسمش می‌رود به انتقام تبدیل می‌شود.  نام کامل: ستوان مایکل بدیلینو
- آلجندرا جونز؛ وی میزبان سوم و همین‌طور ورژن زن روح سوار است. او در گروه ضدقهرمانه‌ای همچون صاعقه‌ها بوده‌است. نام کامل: آلجندرا جونز
- روح‌سوار (رابی رایز) رابی رایز آخرین میزبان روح سوار است. به او روح‌سوار جدید (All-New Ghost Rider) هم گفته می‌شود. او در سریال مأموران شیلد نیز حضور دارد که بازیگر آن  گابریل لونا است. او در گروه انتقام‌جویان نیز بوده‌است. نام کامل: روبرتو رابی رایز